# Ferrari 125 S
Ferrari 125 S/166 MM/195 S/250 MM är en serie sportvagnar, tillverkade av den italienska biltillverkaren Ferrari mellan 1947 och 1954.

## Bakgrund
Enzo Ferrari tävlade för Alfa Romeos fabriksstall Alfa Corse under tjugotalet, utan större framgång. Han visade sig vara bättre som stallchef och det var först när han startat sitt eget Scuderia Ferrari som han började göra sig ett namn. Ferrari fortsatte att köra Alfa Romeo och sedan Alfa lade ned sitt eget stall till säsongen 1936 tog Scuderia Ferrari över som inofficiellt fabriksstall. När sedan Alfa Romeo återuppväckte Alfa Corse till säsongen 1938, bröt Ferrari kontraktet. Ferrari planerade att bygga egna tävlingsbilar, men hans namn var så intimt förknippat med Alfa Romeo att han förbjöds att bygga bilar under eget namn under fyra år.
Ferrari hann bygga två bilar under namnet Auto Avio, innan andra världskriget nådde Italien. Ferrari tillverkade maskinutrustningar för slipning av lager under kriget, men planerade att ta upp biltillverkningen igen så snart kriget tagit slut.
Under Alfa-tiden hade Ferrari lärt känna Gioacchino Colombo, som bland annat konstruerat Alfetta-modellen. Ferrari anställde Colombo som huvudkonstruktör för sin nya bil. Colombo tog fram ett enkelt chassi, inte olikt Alfettan. Colombo konstruerade även en liten V12-motor som i sin första version var på endast 1,5 liter. Motorstorleken passade formeln för den tidens överladdade Grand Prix-bilar, men motorn debuterade utan överladdning i en sportvagn.

## Utveckling

### 125

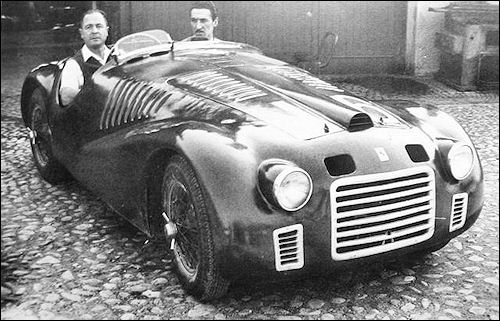
Ferrari 159 S

Ferraris första bil, 125 S, stod klar våren 1947. Modellbeteckningen hänvisar till cylindervolymen i kubikcentimeter per enskild cylinder, ett system som Ferrari sedan använt för namngivning av sina bilar under lång tid. Motorn hade cylindermåtten 55,0 x 52,5 mm, vilket blir 125 cm³. Fabriken byggde två öppna bilar, en med pontonkaross med täckta hjul och en med friliggande hjul och ”cykelskärmar”.

### 159

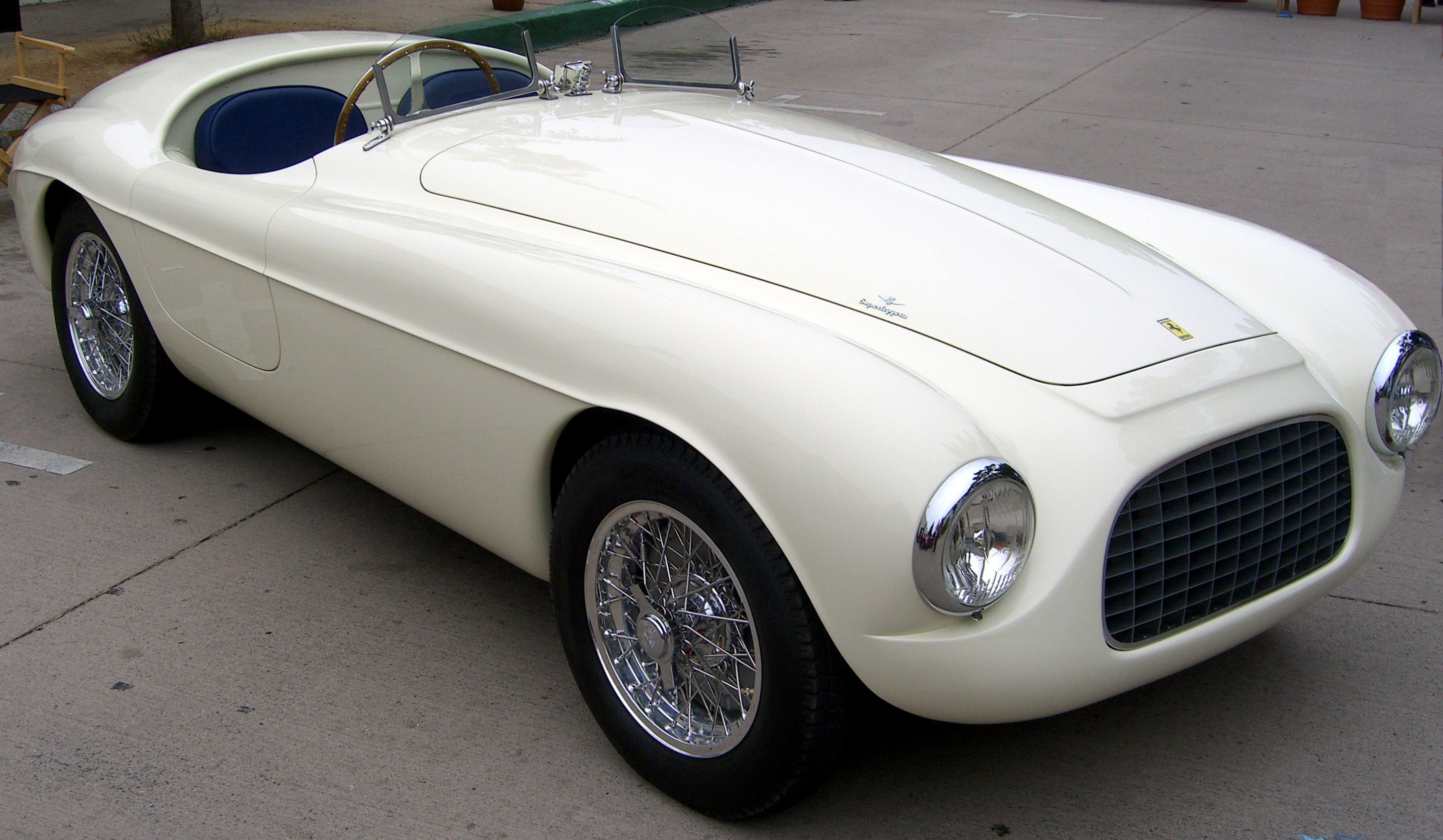
Ferrari 166 MM

Under sommaren 1947 förstorades 125:ornas motorer till 1,9 liter, med cylindermåtten 59,0 x 58,0 mm och kallades nu 159. Dessutom byggdes en tredje bil, även den med friliggande hjul.

### 166

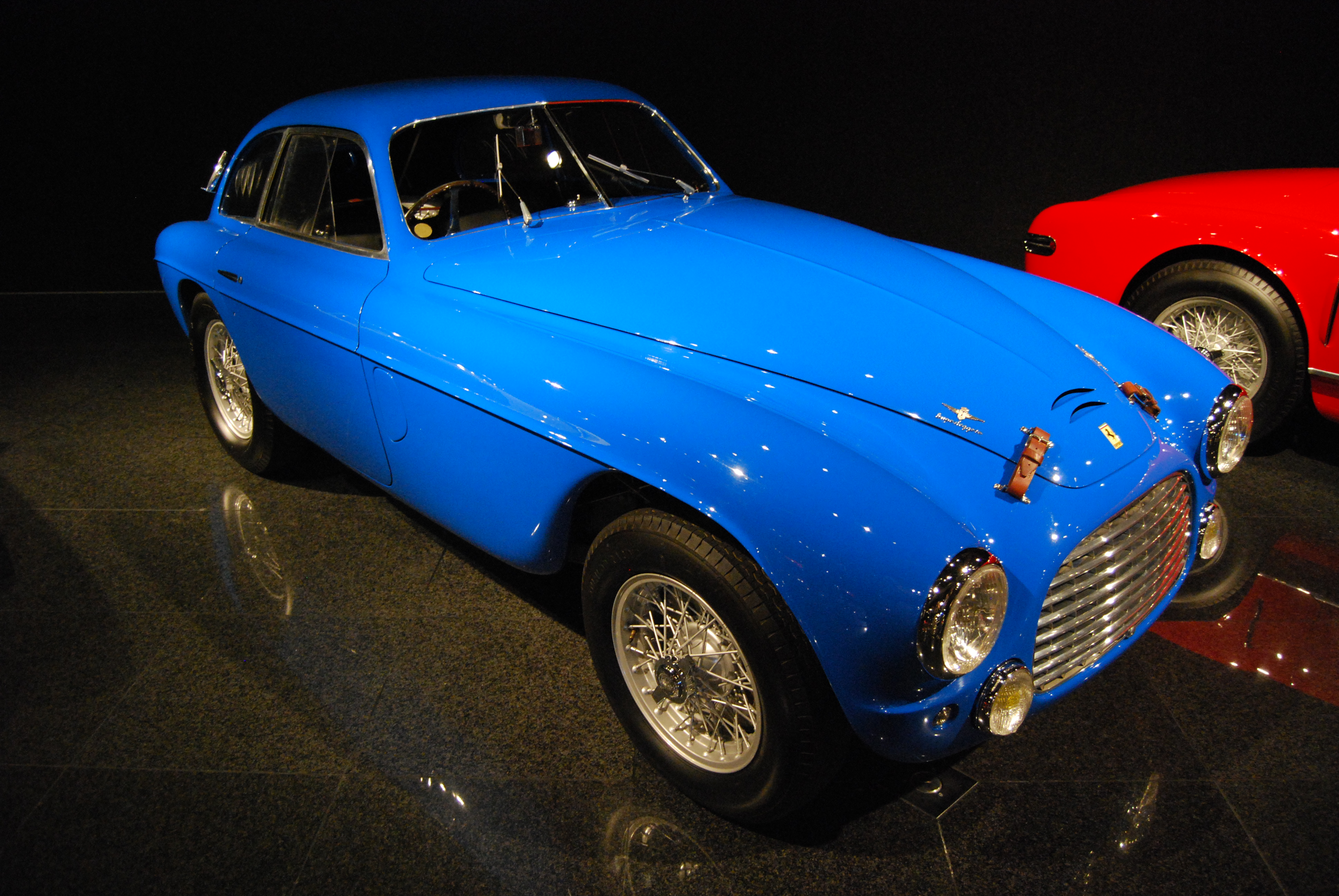
Ferrari 195 S

Till 1948 uppdaterades de tre första bilarnas motorer ännu en gång, nu till två liter, med cylindermåtten 60,0 x 58,8 mm. Det nya namnet blev 166, den första Ferrari som såldes till kund. Kunden köpte ett rullande chassi från Ferrari, sedan fick han vända sig till en fristående karossbyggare efter egen smak. Dessa tidiga bilar fick ofta karosser från Carrozzeria Touring. Bilen kallades först 166 S, men efter segern i Mille Miglia 1948 döptes den om till 166 MM. Bilar med friliggande hjul och ”cykelskärmar” fick beteckningen 166 Spider Corsa. Bilen såldes även i landsvägsversion som 166 Inter.

### 195
1950 presenterades 195 S, nu med 2,3 liters motor med cylindermåtten 65,0 x 58,8 mm. Alltfler bilar fick nu karosser från Vignale.

### 212

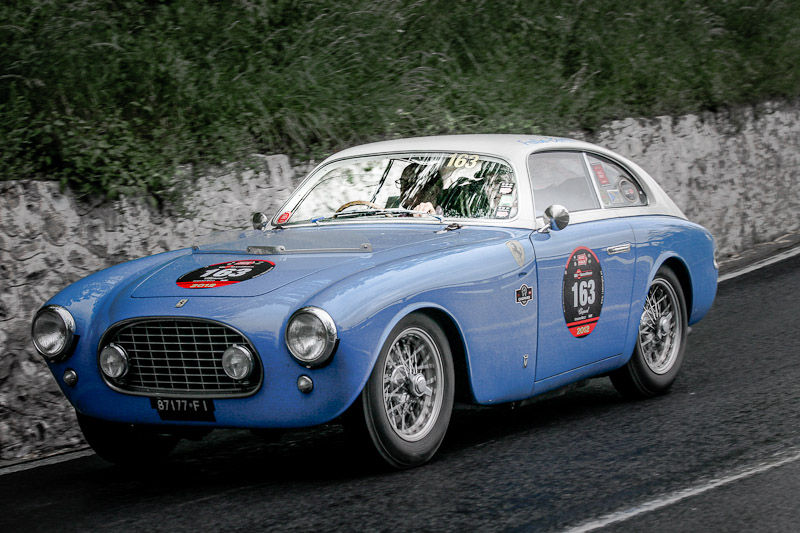
Ferrari 225 S

1951 växte motorn till 2,6 liter och cylindermåtten till 68,0 x 58,8 mm i 212-modellen. Samtidigt infördes ett nytt, mer vridstyvt chassi.
Se även:
- Ferrari 212 Export

### 225
I den årliga uppdateringen av bilen till 1952 växte motorn till 2,7 liter och cylindermåtten till 70,0 x 58,8 mm i 225 S.

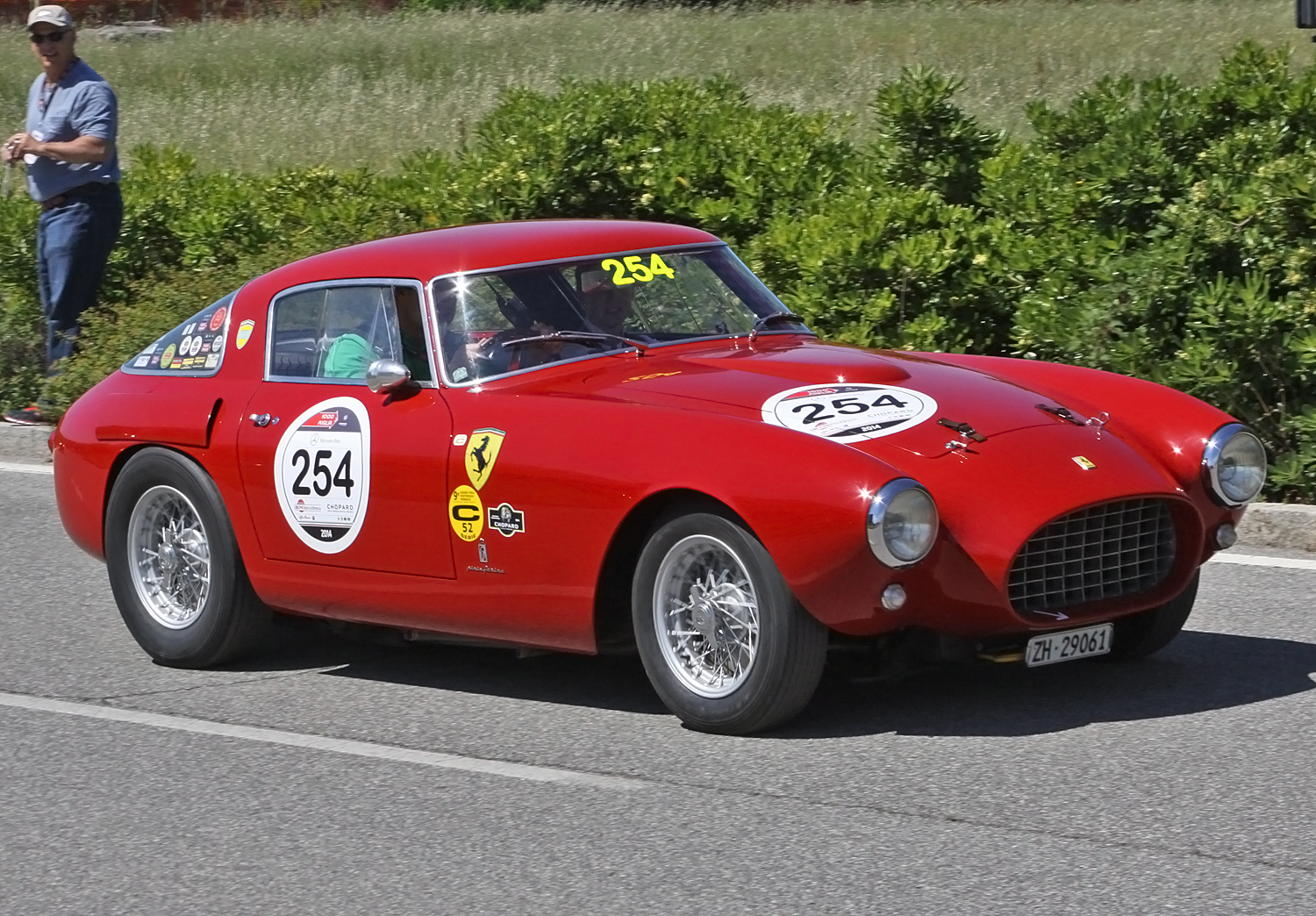
Ferrari 250 MM

### 250
Till Mille Miglia-tävlingen 1952 tog Ferrari fram 250 S. Det blev den sista utvecklingen av Ferraris första modell. Colombo-motorn hade nu växt till tre liter och cylindermåtten till 73,0 x 58,8 mm. När serievagnen presenterades 1953 hade den fått namnet 250 MM. Med 250-modellen inleddes Ferraris mångåriga samarbete med Pininfarina.
Till 1954 bedömde Ferrari att Colombo-motorn nått slutet av sin utvecklingspotential som tävlingsmotor och bilen ersattes av den fyrcylindriga Monza-modellen.

## Tekniska data

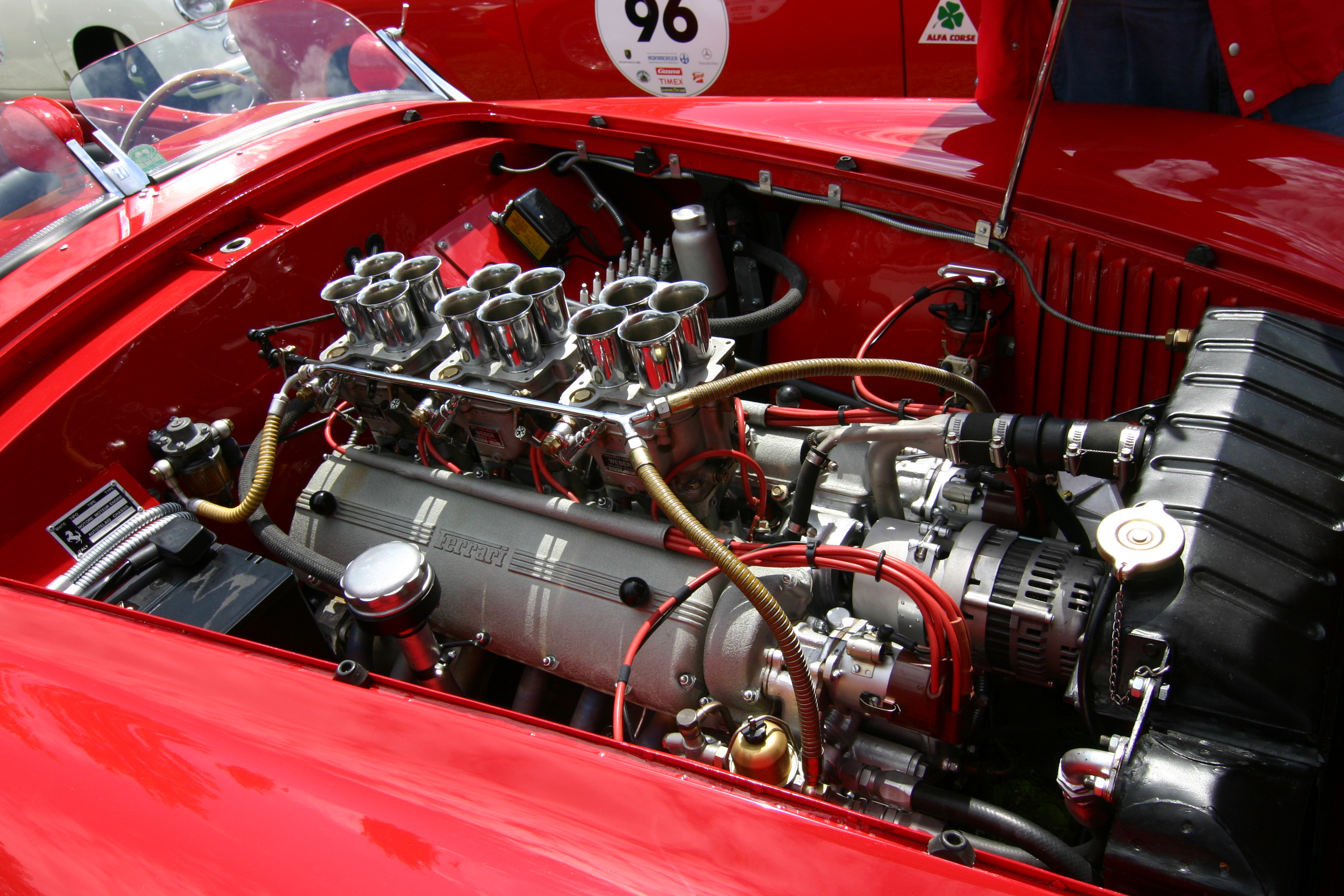
Colombos V12-motor.

| Tekniska data           | 125 S                                                            | 159 S                                                            | 166 MM                                                           | 195 S                                                            | 225 S                                                            | 250 MM                                                           |
| ----------------------- | ---------------------------------------------------------------- | ---------------------------------------------------------------- | ---------------------------------------------------------------- | ---------------------------------------------------------------- | ---------------------------------------------------------------- | ---------------------------------------------------------------- |
| Motor:                  | Frontmonterad 60° 12-cylindrig V-motor                           | Frontmonterad 60° 12-cylindrig V-motor                           | Frontmonterad 60° 12-cylindrig V-motor                           | Frontmonterad 60° 12-cylindrig V-motor                           | Frontmonterad 60° 12-cylindrig V-motor                           | Frontmonterad 60° 12-cylindrig V-motor                           |
| Cylindervolym:          | 1497 cm³                                                         | 1903 cm³                                                         | 1995 cm³                                                         | 2341 cm³                                                         | 2715 cm³                                                         | 2953 cm³                                                         |
| Borrning x slaglängd:   | 55,0 x 52,5 mm                                                   | 59,0 x 58,0 mm                                                   | 60,0 x 58,8 mm                                                   | 65,0 x 58,8 mm                                                   | 70,0 x 58,8 mm                                                   | 73,0 x 58,8 mm                                                   |
| Kompression:            | 9,5:1                                                            | 8,5:1                                                            | 10,0:1                                                           | 8,5:1                                                            | 8,5:1                                                            | 9,0:1                                                            |
| Max effekt vid varvtal: | 120 hk vid 6 800 v/min                                           | 125 hk vid 7 000 v/min                                           | 160 hk vid 7 200 v/min                                           | 170 hk vid 7 000 v/min                                           | 210 hk vid 7 200 v/min                                           | 240 hk vid 7 200 v/min                                           |
| Ventilstyrning:         | En överliggande kamaxel per cylinderrad, 2 ventiler per cylinder | En överliggande kamaxel per cylinderrad, 2 ventiler per cylinder | En överliggande kamaxel per cylinderrad, 2 ventiler per cylinder | En överliggande kamaxel per cylinderrad, 2 ventiler per cylinder | En överliggande kamaxel per cylinderrad, 2 ventiler per cylinder | En överliggande kamaxel per cylinderrad, 2 ventiler per cylinder |
| Förgasare:              | 3 Weber 30 DCF                                                   | 3 Weber 30 DCF                                                   | 3 Weber 32 IF4C                                                  | 3 Weber 36 DCF                                                   | 3 Weber 36 DCF                                                   | 3 Weber 36 IF4C                                                  |
| Växellåda:              | 5-växlad manuell                                                 | 5-växlad manuell                                                 | 5-växlad manuell                                                 | 5-växlad manuell                                                 | 5-växlad manuell                                                 | 4-växlad manuell                                                 |
| Hjulupphängning fram:   | Dubbla tvärlänkar, tvärliggande bladfjäder                       | Dubbla tvärlänkar, tvärliggande bladfjäder                       | Dubbla tvärlänkar, tvärliggande bladfjäder                       | Dubbla tvärlänkar, tvärliggande bladfjäder                       | Dubbla tvärlänkar, tvärliggande bladfjäder                       | Dubbla tvärlänkar, tvärliggande bladfjäder                       |
| Hjulupphängning bak:    | Stel bakaxel, längsgående bladfjädrar, krängningshämmare         | Stel bakaxel, längsgående bladfjädrar, krängningshämmare         | Stel bakaxel, längsgående bladfjädrar, krängningshämmare         | Stel bakaxel, längsgående bladfjädrar, krängningshämmare         | Stel bakaxel, längsgående bladfjädrar, krängningshämmare         | Stel bakaxel, längsgående bladfjädrar, krängningshämmare         |
| Bromsar:                | Hydrauliska trumbromsar                                          | Hydrauliska trumbromsar                                          | Hydrauliska trumbromsar                                          | Hydrauliska trumbromsar                                          | Hydrauliska trumbromsar                                          | Hydrauliska trumbromsar                                          |
| Chassi & kaross:        | Fackverksram av stål med aluminiumkaross                         | Fackverksram av stål med aluminiumkaross                         | Fackverksram av stål med aluminiumkaross                         | Fackverksram av stål med aluminiumkaross                         | Fackverksram av stål med aluminiumkaross                         | Fackverksram av stål med aluminiumkaross                         |
| Hjulbas:                | 242 cm                                                           | 242 cm                                                           | 225 cm                                                           | 225 cm                                                           | 225 cm                                                           | 240 cm                                                           |
| Torrvikt:               | 750 kg                                                           | 750 kg                                                           | 800 kg                                                           | 850 kg                                                           | 850 kg                                                           | 850 kg                                                           |
| Toppfart:               |                                                                  |                                                                  |                                                                  |                                                                  |                                                                  | 254 km/h                                                         |

## Tävlingsresultat
Ferrari 125 debuterade den 11 maj 1947 i Piacenza. Giuseppe Farina kraschade redan på träningen, men Franco Cortese ledde loppet innan han tvingades bryta. Två veckor senare, den 25 maj vann Ferrari sin första tävling, när Cortese segrade i Caracalla-loppet i Rom.
Den 15 augusti samma år debuterade 159:an i Pescaras Grand Prix, där Cortese tog en andraplacering.
Ferrari 166 blev en mycket framgångsrik tävlingsbil som tog hem ett flertal segrar i stora, internationella tävlingar. Under 1948 vann Clemente Biondetti och Igor Troubetzkoy Targa Florio. Senare tog Clemente Biondetti och Giuseppe Navone hem segern i Mille Miglia.
Året därpå vann Clemente Biondetti och Aldo Benedetti Targa Florio, medan Clemente Biondetti och Ettore Salani vann Mille Miglia. Luigi Chinetti och Peter Mitchell-Thomson tog sedan förstaplatsen i det första Le Mans 24-timmars efter andra världskriget.
1950 vann Giannino Marzotto och Marco Crosara Mille Miglia i en 195:a.
1951 vann Piero Taruffi och Luigi Chinetti Carrera Panamericana i en 212 Inter.
Monacos Grand Prix fanns inte med i formel 1-kalendern 1952. Loppet kördes istället med sportvagnar. Ferrari dominerade totalt och tog hem de fem första platserna, med Vittorio Marzotto i en 225 S på första plats.
1952 års upplaga av Mille Miglia vanns av Giovanni Bracco och Alfonso Rolfo i en 250 S.

## Tillverkning
| Modell     | Antal |
| ---------- | ----- |
| 125 S      | 2     |
| 159        | 1     |
| 166 SC     | 9     |
| 166 S      | 3     |
| 166 MM     | 47    |
| 195 S      | 4     |
| 212 Export | 27    |
| 225 S      | 21    |
| 250 S      | 1     |
| 250 MM     | 31    |